# Barney & Friends
Barney & Friends (literalment: Barney i amics) és una sèrie de televisió infantil creada per a nadons i infants en edat preescolar, que s'emet des de l'any 1992 produïda als Estats Units. La sèrie tracta d'un ninot amb forma de tiranosaure antropomorf i de color lila, que a través de cançons i balls, amb una actitud amistosa i optimista, entreté als nens i nenes, els ensenya a ser solidaris, a no discriminar i a ser persones positives.